# Corydalis impatiens
Corydalis impatiens är en vallmoväxtart som först beskrevs av Pall., och fick sitt nu gällande namn av Fisch.. Corydalis impatiens ingår i släktet nunneörter, och familjen vallmoväxter. Inga underarter finns listade i Catalogue of Life.